# Энбон (кантон)
Энбон (фр. Hennebont) — кантон во Франции, находится в регионе Бретань, департамент Морбиан. Входит в состав округа Лорьян.

## История
До 2015 года в состав кантона входили коммуны Брандерьон, Лангидик, Энбон и Энзензак-Локрист.
В результате реформы 2015 года состав кантона был изменен: коммуны Брандерьон и Энзензак-Локрист перешли в другие кантоны, а вместо них вошли четыре коммуны упраздненного кантона Пор-Луи.

## Состав кантона с 22 марта 2015 года
В состав кантона входят коммуны (население по данным Национального института статистики за 2019 г.):
- Кервиньяк (6 786 чел.)
- Лангидик (8 064 чел.)
- Локмикелик (4 039 чел.)
- Пор-Луи (2 654 чел.)
- Рийантек (5 821 чел.)
- Энбон (16 062 чел.)

## Политика
На президентских выборах 2022 г. жители кантона отдали в 1-м туре Эмманюэлю Макрону 29,5 % голосов против 22,7 % у Марин Ле Пен и 20,6 % у Жана-Люка Меланшона; во 2-м туре в кантоне победил Макрон, получивший 61,9 % голосов. (2017 год. 1 тур: Эмманюэль Макрон – 26,8 %, Жан-Люк Меланшон – 21,7 %, Марин Ле Пен – 17,9 %, Франсуа Фийон – 16,3 %; 2 тур: Макрон – 71,0 %. 2012 год. 1 тур: Франсуа Олланд — 31,2 %, Николя Саркози — 23,5 %, Марин Ле Пен — 15,4 %; 2 тур: Олланд — 58,6 %).
С 2021 года кантон в Совете департамента Морбиан представляют сенатор, бывший мэр коммуны Пор-Луи Мюриель Журда (Muriel Jourda) (Республиканцы) и вице-мэр коммуны Энбон Стефан Лоэзик (Stephane Lohézic) (Демократическое движение).
|                | Кандидаты                       | Партия                   | Первый тур | Первый тур     | Второй тур | Второй тур |
| Кол-во голосов | Кандидаты                       | Партия                   | % голосов  | Кол-во голосов | % голосов  |            |
| -------------- | ------------------------------- | ------------------------ | ---------- | -------------- | ---------- | ---------- |
|                | Мюриель Журда Стефан Лоэзик     | Правоцентристский блок   | 3 825      | 35,87          | 5 503      | 51,97      |
|                | Пьер-Ив Жегонде Лор Ле Марешаль | Левый блок — Зелёные     | 2 957      | 27,73          | 5 086      | 48,03      |
|                | Лоран Ламбер Эдит Ле Буэдек     | Национальное объединение | 2 025      | 18,99          |            |            |
|                | Жерар Оливье Катрин Пайяр       | Левый блок               | 1 856      | 17,41          |            |            |

|                | Кандидаты                   | Партия             | Первый тур | Первый тур     | Второй тур | Второй тур |
| Кол-во голосов | Кандидаты                   | Партия             | % голосов  | Кол-во голосов | % голосов  |            |
| -------------- | --------------------------- | ------------------ | ---------- | -------------- | ---------- | ---------- |
|                | Мюриель Журда Жак Ле Людек  | Правый блок        | 5 328      | 34,83          | 7 348      | 53,17      |
|                | Гвенаэль Коик Жак Лемерль   | Левый блок         | 3 478      | 22,74          | 6 471      | 46,83      |
|                | Валери Монтиньи Бенуа Ран   | Национальный фронт | 3 236      | 21,15          |            |            |
|                | Франсуаза Жафр Жерар Перрон | Левый фронт        | 2 448      | 16,00          |            |            |
|                | Лор Ле Марешаль Ренан Молло | Прочие             | 807        | 5,28           |            |            |